# بيتر كونينغهام (سائق سباق)
بيتر كونينغهام (بالإنجليزية: Peter Cunningham)‏ هو سائق سباق أمريكي، ولد في 1 يوليو 1962 في ميلواكي في الولايات المتحدة.

## وصلات خارجية
- الموقع الرسمي